# Showbiz
Showbiz é o álbum de estreia da banda inglesa de rock alternativo Muse. O álbum foi gravado entre abril e maio de 1999 no RAK Studios, Londres e em Cornwall. O disco foi lançado no dia 4 de outubro de 1999 na Inglaterra onde chegaria a atingir a posição n.° 29 no UK Albums Chart.

## Gravação
O álbum Showbiz foi gravado entre abril e maio de 1999. No entanto, o disco incluía algumas músicas mais antigas no repertório do Muse, muitas das quais podem datar até 1996. A maioria das músicas de Showbiz já havia sido escrita pelo menos até 1997. As músicas apresentadas no álbum estavam entre as "cinquenta ou mais" que Matt Bellamy havia escrito antes de entrar no estúdio. A banda selecionou as músicas que consideravam mais convencionais e "diretas" para compor Showbiz. Enquanto as músicas contêm um som eclético e diversificado com influências sutis de música clássica, jazz, blues, latina e mundial, elas têm uma estética de rock alternativo distinta e coesa. O material mais experimental foi deixado de fora do álbum para ser incluído como Lados B nos lançamentos de singles. Algumas dessas músicas foram posteriormente apresentadas no álbum de compilação Hullabaloo Soundtrack.
John Leckie, o produtor do álbum, começou a frequentar os concertos do Muse na segunda metade de 1998. Leckie estava baseado no estúdio de gravação Sawmills, onde o proprietário Dennis Smith havia dado à banda tempo de gravação gratuito no ano anterior, do qual resultou no Muse EP em 1998. Ele construiu um relacionamento com a banda durante esse tempo, chegando a dizer que gostaria de trabalhar com a banda se algum dia pudessem pagar por ele. Leckie não havia trabalhado com muitas bandas há algum tempo antes de fazê-lo com o Muse. A gravação foi concluída até 15 de maio de 1999.

## Faixas
Todas as letras escritas por Matthew Bellamy, todas as músicas compostas por Muse.
| CD  |                             |         |  |
| N.º | Título                      | Duração |  |
| 1.  | "Sunburn"                   | 3:54    |  |
| 2.  | "Muscle Museum"             | 4:23    |  |
| 3.  | "Fillip"                    | 4:01    |  |
| 4.  | "Falling Down"              | 4:34    |  |
| 5.  | "Cave"                      | 4:46    |  |
| 6.  | "Showbiz"                   | 5:16    |  |
| 7.  | "Unintended"                | 3:57    |  |
| 8.  | "Uno"                       | 3:38    |  |
| 9.  | "Sober"                     | 4:04    |  |
| 10. | "Escape"                    | 3:31    |  |
| 11. | "Overdue"                   | 2:26    |  |
| 12. | "Hate This & I'll Love You" | 5:09    |  |

| Faixa Bônus Japonesa |                               |         |  |
| N.º                  | Título                        | Duração |  |
| 1.                   | "Spiral Static"               | 4:44    |  |
| 2.                   | "Escape"                      | 3:31    |  |
| 3.                   | "Overdue"                     | 2:26    |  |
| 4.                   | "Hate This and I'll Love You" | 5:09    |  |

| Edição Benelux bonus |                              |         |  |
| N.º                  | Título                       | Duração |  |
| 1.                   | "Host"                       | 4:17    |  |
| 2.                   | "Coma"                       | 3:35    |  |
| 3.                   | "Pink Ego Box"               | 3:32    |  |
| 4.                   | "Forced In"                  | 5:10    |  |
| 5.                   | "Agitated"                   | 2:23    |  |
| 6.                   | "Yes Please"                 | 3:05    |  |
| 7.                   | "Fillip" (Ao Vivo)           | 3:46    |  |
| 8.                   | "Do We Need This?" (Ao Vivo) | 4:12    |  |

## Recepção da crítica
| Críticas profissionais | Críticas profissionais |
| Avaliações da crítica  | Avaliações da crítica  |
| Fonte                  | Avaliação              |
| ---------------------- | ---------------------- |
| Sputnikmusic           | [ 1 ]                  |
| Allmusic               | [ 2 ]                  |
| NME                    | 6/10                   |
| Pitchfork Media        | 6.7/10                 |
| Rolling Stone          | [ 5 ]                  |

Logo após o lançamento, muitos críticos se apressaram em afirmar que o álbum soava muito como a banda Radiohead. Contudo, em 2009, Showbiz foi colocado no Top 20 dos melhores discos dos últimos 20 anos pelo editor musical do MSN, James Hurley; ele descreve o álbum dessa maneira: "Apesar das comparações obvias com o Radiohead o que atraiu criticas até mesmo de Thom Yorke, Muse se apresentou de forma formidável, se não de forma original, muito talentosos com este álbum". A revista britânica NME disse que o "Showbiz não é tão inteligente quanto eles acham que é... 'Unintended' e a faixa título do CD são exageradas, parecendo uma pseudo poesia dolorosamente ruim", mas no final deu uma nota 6 para o disco. Por outro lado, Andrew Hartwig da Sputnik Music, disse que "o álbum é excelente" e deu 4 de 5 estrelas.

## Paradas musicais
| Charts (2000)              | Melhor Posição |
| -------------------------- | -------------- |
| UK Albums Chart            | 29             |
| Austrália Albums Chart     | 28             |
| Países Baixos Albums Chart | 53             |
| França Albums Chart        | 59             |
| Irlanda Albums Chart       | 46             |
| Noruega Albums Chart       | 38             |

### Certificações
| País        | Emissão | Certificado |
| ----------- | ------- | ----------- |
| Reino Unido | BPI     | Platina     |
| Austrália   | ARIA    | Ouro        |

## Legado
Com o passar dos anos, a critica com relação ao álbum foi ficando mais positiva. Muitas de suas canções acabaram virando favoritas dos fãs, como por exemplo, sendo citadas na enquete oficial da banda de canções que poderiam ser tocadas na The Resistance Tour de 2010.

## Lançamentos
| Região         | Data                   | Gravadora         | Formato      |
| -------------- | ---------------------- | ----------------- | ------------ |
| França         | 6 de setembro de 1999  | Naïve             | CD           |
| Alemanha       | 20 de setembro de 1999 | Motor             | CD           |
| Rússia         | 20 de setembro de 1999 | Motor             | CD           |
| Turquia        | 20 de setembro de 1999 | Motor             | CD           |
| Ucrânia        | 20 de setembro de 1999 | Motor             | CD           |
| Estados Unidos | 28 de setembro de 1999 | Maverick          | CD           |
| Reino Unido    | 4 de outubro de 1999   | Mushroom          | CD           |
| Reino Unido    | 4 de outubro de 1999   | Mushroom          | LP           |
| Reino Unido    | 4 de outubro de 1999   | Mushroom          | Fita cassete |
| Reino Unido    | 4 de outubro de 1999   | Mushroom          | MD           |
| Benelux        | 4 de outubro de 1999   | Play It Again Sam | CD           |
| Japão          | 4 de outubro de 1999   | Avex Trax         | CD           |